# Straßenradsport-Weltmeisterschaften 1975
Die Straßenradsport-Weltmeisterschaften 1975 fanden am 27., 30. und 31. August in den belgischen Orten Mettet und Yvoir statt.
Weltmeister bei den Profis wurde der Niederländer Hennie Kuiper, der als Amateur beim Straßenrennen der Olympischen Spiele 1972 in München die Goldmedaille errungen hatte. 26 Kilometer vor dem Ziel hatte er sich nach vorne abgesetzt, und da sich seine Konkurrenten, darunter die starken Belgier Roger De Vlaeminck, Eddy Merckx und Lucien Van Impe im eigenen Land, in einer zehnköpfigen Verfolgergruppe gegenseitig misstrauisch beäugten, gelang es ihm, seinen Vorsprung von 17 Sekunden ins Ziel zu retten.
Bei großer Hitze kamen nur 28 von 79 Startern ins Ziel; von den sieben bundesdeutschen Startern kein einziger. Sechs Fahrer gaben auf, zwei wurden disqualifiziert: Nach einem Defekt hatte Dietrich Thurau mit Günter Haritz das Rad getauscht, was bei den großen Rundfahrten erlaubt war, aber nicht bei einer Weltmeisterschaft.
Bei den Frauen starteten 44 Fahrerinnen. Wie bei der Bahn-WM waren keine sowjetischen Frauen am Start, die den Frauenradsport jahrelang dominiert hatten. Dafür waren erstmals zwei Sportlerinnen aus dem Libanon dabei.
Im Mannschaftszeitfahren belegte das bundesdeutsche Team den achten Platz, was nach wesentlich schlechteren Platzierungen in den Vorjahren als Erfolg gewertet wurde, zumal damit auch die Qualifikation für die Olympischen Spiele 1976 in Montreal gesichert war. Den letzten Platz in diesem Wettbewerb belegte der beim Publikum populäre Straßen-Vierer aus Saudi-Arabien mit rund fünf Minuten Rückstand auf Platz eins.

## Ergebnisse

### Frauen
Straßeneinzelrennen über 56 km
| Platz | Athlet                 | Land | Zeit         |
| 1     | Tineke Fopma           | NED  | 1:32:36 h    |
| 2     | Geneviève Gambillon    | FRA  | + 1 s        |
| 3     | Keetie van Oosten-Hage | NED  | gleiche Zeit |

### Männer – Profis
Straßeneinzelrennen über 266 km
| Platz | Athlet                   | Land | Zeit                    |
| ----- | ------------------------ | ---- | ----------------------- |
| 1     | Hennie Kuiper            | NED  | 6:39:19 h (39,968 km/h) |
| 2     | Roger De Vlaeminck       | BEL  | + 17 s                  |
| 3     | Jean-Pierre Danguillaume | FRA  | gleiche Zeit            |

### Männer (Amateure)
Straßeneinzelrennen über 182 km
| Platz | Athlet           | Land | Zeit      |
| ----- | ---------------- | ---- | --------- |
| 1     | André Gevers     | NED  | 4:18:01 h |
| 2     | Sven-Åke Nilsson | SWE  | + 2 s     |
| 3     | Roberto Ceruti   | ITA  | + 57 s    |

Mannschaftszeitfahren über 100 km
| Platz | Land | Athleten                                                                 | Zeit        |
| ----- | ---- | ------------------------------------------------------------------------ | ----------- |
| 1     | POL  | Tadeusz Mytnik, Mieczysław Nowicki, Ryszard Szurkowski, Stanisław Szozda | 2:09:07,1 h |
| 2     | URS  | Gennadi Komnatow, Aavo Pikkuus, Uladsimir Kaminski, Waleri Tschaplygin   | 2:09:12,6 h |
| 3     | TCH  | Petr Matoušek, Vlastimil Moravec, Vladimír Vondráček, Petr Bucháček      | 2:10:46,6 h |